# Amboasary Sud
Amboasary Sud oder Amboasary Atsimo (wo Orangenbäume wachsen) ist eine ländliche Gemeinde an der Südküste Madagaskars. Sie gehört zum Distrikt Amboasary und liegt in der Region Anosy. 

## Geografie und Bevölkerung
Amboasary Sud verwaltet ein Gebiet von 248 Quadratkilometern, auf denen im Jahre 2006 etwa 32.000 Einwohner lebten, die sich über 29 Dörfer verteilen. Die Bevölkerung Amboasarys besteht zum größten Teil aus Tandroy, darüber hinaus gibt es bedeutende Gruppen von Betsileo und Tanosy. Die Ortschaft liegt an der Nationalstraße 13, welche hier über eine 400 Meter lange Brücke aus dem Jahre 1958 den Fluss Mandrare überquert. Die nächstgelegenen größeren Orte sind Ambovombe in 35 Kilometern Entfernung und Fort-Dauphin in einer Entfernung von 75 km.

## Wirtschaft und Bildung
Die Wirtschaft des Ortes wird von Sisal-Pflanzungen bestimmt. Die Plantagen und die Fabriken, in denen die Sisal-Fasern gewonnen und weiterverarbeitet werden, sind bedeutende Arbeitgeber der Region. Darüber hinaus werden in Amboasary Süßkartoffeln, Maniok, Mais, Jojoba, Zuckerrohr und Zwiebeln angebaut.
Für den Tourismus sind das private Berenty-Reservat mit Lemuren (Katta, Sifakas), die Bucht von Italy (Italy bedeutet auf madagassisch: dort wo der Wind weht) und der Anony-See mit seiner Flamingokolonie und den Höhlen vom Jurassique Cirque interessant.
Amboasary Sud verfügt über 22 Grund- und vier Mittelschulen.